# Бакстер-Спрінгс (Канзас)
Бакстер-Спрінгс (англ. Baxter Springs) — місто (англ. city) в США, в окрузі Черокі штату Канзас. Населення — 3888 осіб (2020).

## Географія
Бакстер-Спрінгс розташований за координатами 37°1′12″ пн. ш. 94°44′6″ зх. д. / 37.02000° пн. ш. 94.73500° зх. д. (37.019951, -94.734961).  За даними Бюро перепису населення США в 2010 році місто мало площу 8,28 км², з яких 8,07 км² — суходіл та 0,21 км² — водойми.

## Демографія
Згідно з переписом 2010 року, у місті мешкало 4238 осіб у 1754 домогосподарствах у складі 1151 родини. Густота населення становила 512 особи/км².  Було 2053 помешкання (248/км²).
Расовий склад населення:
| - 85,2 % — білих - 6,2 % — корінних американців - 1,4 % — вихідців з тихоокеанських островів - 0,8 % — чорних або афроамериканців - 0,4 % — азіатів |

До двох чи більше рас належало 5,7 %. Частка іспаномовних становила 1,7 % від усіх жителів.
За віковим діапазоном населення розподілялося таким чином: 26,1 % — особи молодші 18 років, 58,0 % — особи у віці 18—64 років, 15,9 % — особи у віці 65 років та старші. Медіана віку мешканця становила 38,0 року. На 100 осіб жіночої статі у місті припадало 94,7 чоловіків;  на 100 жінок у віці від 18 років та старших — 90,1 чоловіків також старших 18 років.
Середній дохід на одне домашнє господарство  становив 51 283 долари США (медіана — 49 531), а середній дохід на одну сім'ю — 58 734 долари (медіана — 55 054). Медіана доходів становила 37 667 доларів для чоловіків та 33 922 долари для жінок. За межею бідності перебувало 17,1 % осіб, у тому числі 27,9 % дітей у віці до 18 років та 7,1 % осіб у віці 65 років та старших.
Цивільне працевлаштоване населення становило 1865 осіб. Основні галузі зайнятості: освіта, охорона здоров'я та соціальна допомога — 31,5 %, виробництво — 17,7 %, мистецтво, розваги та відпочинок — 10,8 %, роздрібна торгівля — 9,6 %.